# 哈布市镇
哈布市镇（瑞典語：Habo kommun）是瑞典南部延雪平省的一个市镇。其治所位于哈布。
哈布市镇成立于1974年，1998年被划归延雪平省。该市镇位于韦特恩湖西南岸边，下分三个聚居点，总人口10,122人（2006年）。